# Viandox
Viandox est une marque d'assaisonnement proposée par l'industrie agroalimentaire.

## Origine et composition

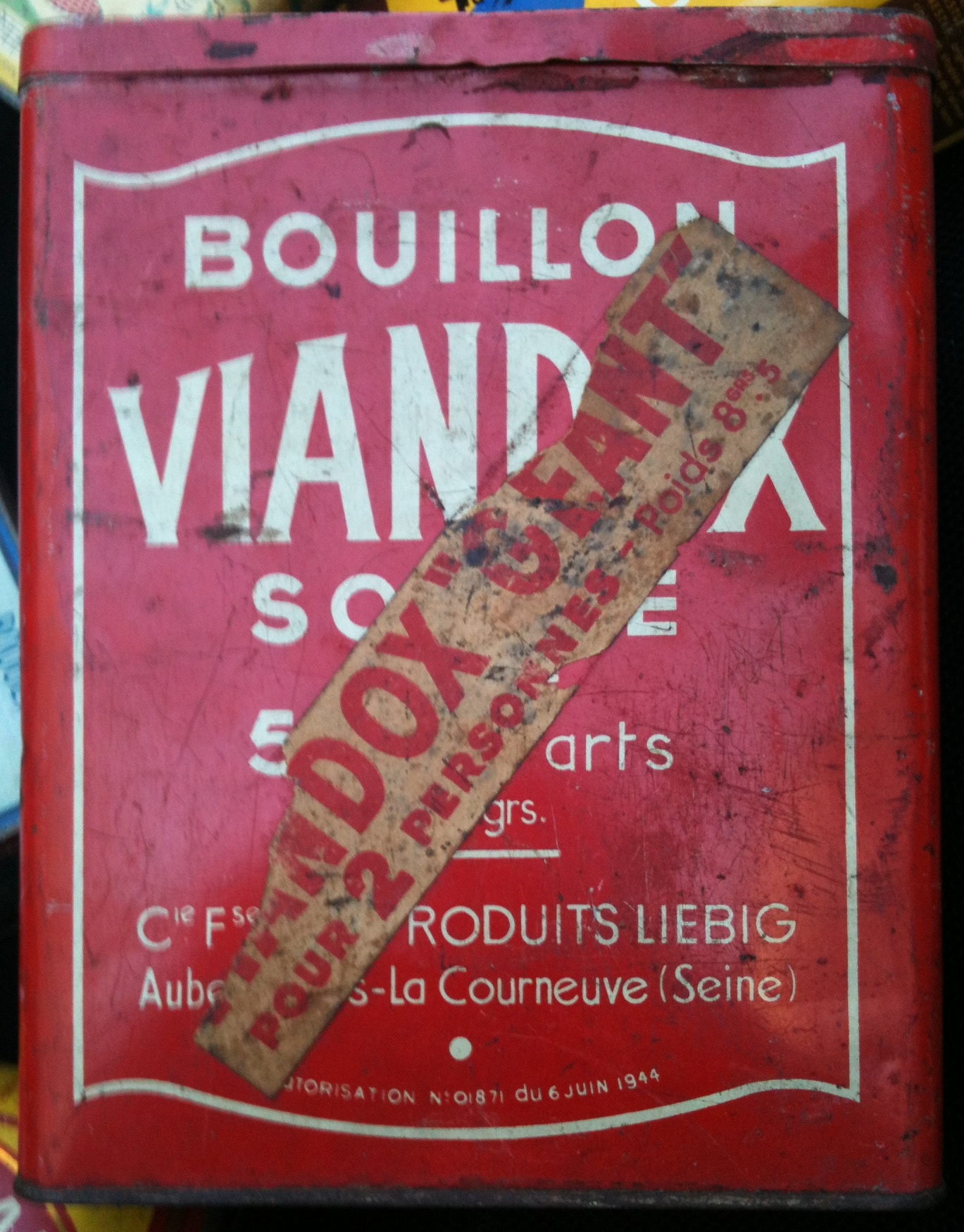
Boîte de Viandox soluble (France, circa 1930).

C'est à l'origine une sauce salée, avec un peu d'extrait de viande et aromatisée.
Elle a été mise au point selon un procédé originellement inventé par Justus von Liebig. Équivalent de l'extrait de viande soluble OXO inventé en 1899 pour le marché britannique, le Viandox est lancé au début des années 1920 en France par la filiale française de la LEMCO, la Compagnie française des produits Liebig (Aubervilliers-La Courneuve). Elle se présentait sous forme soluble ou liquide.
Elle est aujourd'hui fabriquée par l'entreprise Unilever qui la commercialise sous la marque Knorr, et ne contient plus de viande, contrairement à sa recette originale et à ce que suggère son nom.

## Utilisation
Ce produit peut être utilisé lors de la cuisson des viandes, du riz, des pâtes, ou encore des légumes. À l'instar de la sauce soja, il peut être consommé en assaisonnement de table. Ce condiment permet également de rehausser la saveur des sauces telles que la vinaigrette. Quelques cuillères à café de Viandox diluées dans un bol d'eau bouillante constituent une boisson chaude instantanée se consommant tel un bouillon.
Jusqu'aux années 1970, le Viandox, sous forme de bouillon, était consommé dans les cafés brasseries (des grandes  tasses publicitaires logotypées « Viandox » étaient fournies) et l'usage était de proposer au consommateur du sel de céleri comme condiment au bouillon de Viandox.

## Composition
La sauce de marque Viandox est composée des ingrédients suivants, classés par ordre décroissant :
- eau,
- sel,
- extrait de levure,
- colorant caramel (E150c et E 150a),
- sauce soja (eau, graines de soja, blé, sel),
- exhausteurs de goût : glutamate de sodium, inosinate disodique et guanylate disodique,
- sucre,
- arômes (dont blé et céleri),
- acidifiants : acide lactique et acide citrique,
- sirop de glucose,
- émulsifiant : mono- et diglycérides d'acides gras.

## Produits semblables
Le Viandox est comparable à certains autres produits, dont les ingrédients utilisés sont proches :
- Bovril d'Unilever, pour le Royaume-Uni et le Canada entre autres ;
- OXO de Campbell's, que l'on trouve notamment en Belgique et également au Royaume-Uni ;
- Bouillon de Maggi, fabriqué par Nestlé.

### Musique
La marque est citée dans la chanson Marche à l'ombre de Renaud : « Avant qu’il ait bu son viandox, J’l’ai chopé contre l’juke-box... ».